# Ankaios (Sohn des Zeus)
Ankaios (altgriechisch Ἀγκαῖος Ankaíos) ist in der griechischen Mythologie ein König der Leleger auf Samos und ein Sohn des Zeus oder des Poseidon und der Astypalaia.
Der griechischen Mythologie nach geht die Sage wie folgt: Einst sagte ihm ein Seher voraus, er werde von den Weinreben, die er gepflanzt hatte, keinen Wein trinken. Als Ankaios später, den Seher verspottend, den vollen Becher in den Händen hielt, erwiderte dieser: „Viel ist zwischen dem Becher und dem Rande der Lippen.“ Oft ist dieser Ausspruch nachfolgend zitiert worden. Kaum ausgesprochen wurde Lakaios laut der Sage die Nachricht zugetragen, dass ein wild gewordener Eber das Land verwüstete. Prompt setzte Ankaios daraufhin den Becher ab und eilte hinaus, woraufhin er von dem Eber getötet wurde.